# Intimacy (álbum)
Intimacy —en español: Intimidad— es el tercer álbum de la banda inglesa Bloc Party, lanzado en formato MP3 en su página web el 21 de agosto de 2008.

## Lista de canciones
| N.º | Título               | Duración |  |
| 1.  | «Ares»               | 3:29     |  |
| 2.  | «Mercury»            | 3:53     |  |
| 3.  | «Halo»               | 3:36     |  |
| 4.  | «Biko»               | 5:01     |  |
| 5.  | «Trojan Horse»       | 3:32     |  |
| 6.  | «Signs»              | 4:39     |  |
| 7.  | «One Month Off»      | 3:38     |  |
| 8.  | «Zephyrus»           | 4:34     |  |
| 9.  | «Talons»             | 4:42     |  |
| 10. | «Better Than Heaven» | 4:21     |  |
| 11. | «Ion Square»         | 6:33     |  |

### Canciones adicionales
| Edición Deluxe |                                   |          |  |
| N.º            | Título                            | Duración |  |
| 12.            | «Letter to My Son»                | 4:26     |  |
| 13.            | «Your Visits Are Getting Shorter» | 4:21     |  |

| Edición norteamericana |                                   |          |  |
| N.º                    | Título                            | Duración |  |
| 12.                    | «Letter to My Son»                | 4:26     |  |
| 13.                    | «Your Visits Are Getting Shorter» | 4:21     |  |
| 14.                    | «Flux»                            | 3:36     |  |

| Edición Deluxe norteamericana |                                   |          |  |
| N.º                           | Título                            | Duración |  |
| 12.                           | «Letter to My Son»                | 4:26     |  |
| 13.                           | «Your Visits Are Getting Shorter» | 4:21     |  |
| 14.                           | «Flux»                            | 3:36     |  |
| 15.                           | «Idea for a Story»                | 5:04     |  |
| 16.                           | «Mercury (CSS Remix)»             | 4:07     |  |
| 17.                           | «Talons (XXXChange Remix)»        | 6:30     |  |

| iTunes |                                   |          |  |
| N.º    | Título                            | Duración |  |
| 12.    | «Letter to My Son»                | 4:26     |  |
| 13.    | «Your Visits Are Getting Shorter» | 4:21     |  |
| 14.    | «Flux»                            | 3:36     |  |
| 15.    | «Talons" (Acústico)»              | 4:32     |  |
| 16.    | «Signs" (Acústico)»               | 3:24     |  |

- A partir de agosto del 2009, algunas ediciones incluyen el sencillo One More Chance.

## Lanzamientos
| Región                | Fecha                 | Discográfica       | Formato(s)                          | Catálogo |
| --------------------- | --------------------- | ------------------ | ----------------------------------- | -------- |
| Global                | 21 de agosto de 2008  | Wichita Recordings | Descarga digital                    | —        |
| Europa                | 24 de octubre de 2008 | Universal Records  | Deluxe CD                           | 3629185  |
| Europa                | 24 de octubre de 2008 | Wichita Recordings | CD                                  | WEBB185  |
| Reino Unido e Irlanda | 27 de octubre de 2008 | Wichita Recordings | CD, deluxe CD, descarga digital, LP | WEBB185  |
| América del Norte     | 28 de octubre de 2008 | Atlantic Records   | CD, LP                              | 512336   |
| América del Norte     | 28 de octubre de 2008 | Atlantic Records   | Deluxe CD, Descarga digital         | 512335   |